# پرپل هارت (فیلم)
«پرپل هارت» (انگلیسی: Purple Heart (film)) یک فیلم است که در سال ۲۰۰۶ منتشر شد. از بازیگران آن می‌توان به ویلیام سدلر، مل هاریس، اد لاوتر، و امیلیو ریورا اشاره کرد.